# Dědice (Dobrovítov)
Dědice (německy Dieditz) je malá vesnice, část obce Dobrovítov v okrese Kutná Hora. Nachází se asi 1,5 kilometru západně od Dobrovítova. Jižně od osady pramení Dědický potok, který je pravostranným přítokem Senetínského potoka.
Dědice leží v katastrálním území Dědice u Zbýšova o rozloze 1,7 km².

## Historie
První písemná zmínka o vesnici pochází z roku 1257.